# Heggadadevanakote
Heggadadevanakote is een panchayatdorp in het district Mysore van de Indiase staat Karnataka. 

## Demografie
Volgens de Indiase volkstelling van 2001 wonen er 12.043 mensen in Heggadadevanakote, waarvan 51% mannelijk en 49% vrouwelijk is. De plaats heeft een alfabetiseringsgraad van 66%.